# PinchukArtCentre
PinchukArtCentre —ПінчукАртЦентр  — міжнародний центр сучасного мистецтва XXI сторіччя, відкрита платформа для митців, мистецтва та суспільства.

## Розташування
PinchukArtCentre розташований в старовинному архітектурному ансамблі Бессарабського кварталу Києва, який було відреставровано на початку XXI століття. Архітектурний проєкт та дизайн внутрішнього простору артцентру розробив французький архітектор Філіп Кіамбаретта. Центр розташований на шести поверхах і об'єднує виставкові зали на 4 поверхах, зали video-lounge та кафе на 6-му поверсі, а також робочий простір кураторів. Загальна площа артцентру становить понад 3000 м².

## Історія
PinchukArtCentre був заснований у вересні 2006 року українським бізнесменом і філантропом Віктором Пінчуком. Арт-центр є одним з найбільших і найдинамічніших приватних центрів сучасного мистецтва в Центральній і Східній Європі. PinchukArtCentre став міжнародним хабом сучасного мистецтва, що розвиває українську арт-сцену і генерує критичний публічний дискурс для суспільства в цілому. За час існування арт-центр відвідали понад 3 мільйони осіб.
З 2008 по 2009 рік в артцентрі функціонував спеціальний художній простір для проведення виставок молодих художників. За цей час були показані проєкти «Pastime Paradise» Кристини Соломухи (Франція—Україна), «мапа Східної Європи» групи IRWIN (Словенія), «Мистецтво як подарунок» групи Р. Е. П. (Україна) та «Мрійники» групи SOSka (Україна), персональна виставка Кейта Сугіура (Японія).
У 2007 та 2009 роках PinchukArtCentre став офіційним організатором Українського павільйону на 52-й та 53-й Венеційській бієнале з проєктами «Поема про внутрішнє море» та «Степи мрійників» відповідно. 2011 року артцентр представив виставку Future Generation Art Prize @ Venice, проєкт — учасник офіційної паралельної програми 54-ї Венеційській бієнале.
У лютому 2011 року артцентр презентував проєкт «Колекційна платформа: Циркуляція» — постійну виставку вибраних робіт видатних міжнародних та українських митців, що працюють у сфері сучасного мистецтва. Колекційну платформу оновлюють двічі на рік.
У жовтні 2011 року PinchukArtCentre започаткував освітній проєкт під назвою «Кураторська платформа». «Кураторська платформа» — дворічна навчально-прикладна програма PinchukArtCentre, яка ставить за мету створити нове покоління українських кураторів та фахівців з мистецтва. Ця програма відкрита для українців віком до 30 років. Вона надає можливість отримати професійні знання міжнародного рівня, достатні для того аби стати експертом з кураторської справи, організації виставок, зв'язків з громадськістю, видавничої справи, освіти, технології в контексті музею сучасного мистецтва.
Учасниками першого проєкту стали п'ятеро осіб: Лізавета Герман (23 роки, Київ), Тетяна Кочубінська (26 років, Київ), Олександр Михед (23 роки, Київ), Марія Ланько (25 років, Київ) та Катерина Радченко (27 років, Одеса), яких відбіркова комісія обрала з понад 130 претендентів. Слухачі «Кураторської платформи» розпочали дворічне навчання в січні 2012 року.

## PinchukArtCentre Prize
Наприкінці 2008 року було оголошено про створення Премії PinchukArtCentre — першої загальнонаціональної премії для молодих художників віком до 35 років. З понад 1100 отриманих заявок на участь у конкурсі було обрано 20 фіналістів, серед яких члени міжнародного журі обрали володарів головної та двох спеціальних премій. Головну премію отримав харків'янин Артем Волокітін, а дві спеціальні — Маша Шубіна та Олексій Салманов. Церемонія нагородження Премії PinchukArtCentre відбулась 4 грудня 2009 року.
2011 року список номінантів Премії PinchukArtCentre було сформовано Експертною комісією конкурсу за результатами відбору з більш ніж 1000 заявок, отриманих від молодих митців з усіх регіонів України та зарубіжжя. У рамках групової експозиції 20 номінантів Премії було представлено 20 нових проєктів, створених спеціально для виставки за підтримки PinchukArtCentre.
Імена лауреатів Премії були оголошені на Церемонії нагородження, яка відбулася 9 грудня 2011 року. Переможцями стали: Микита Кадан (Головна Премія), Жанна Кадирова та Сергій Радкевич (Спеціальні премії) та Микита Шалений (Приз громадськості).
8 грудня 2009 року Фонд Віктора Пінчука оголосив про створення мистецької премії Future Generation Art Prize — нового масштабного міжнародного конкурсу для митців віком до 35 років, організатором якого виступає PinchukArtCentre.
29 червня 2010 року Відбіркова комісія, до складу якої увійшли 7 експертів світового масштабу, відібрала 20 учасників з більш ніж 6 тисяч заявок, отриманих від молодих митців, що проживають у 125 країнах на різних континентах. Двадцять першим номінантом на отримання премії Future Generation Art Prize став Артем Волокітін — володар Головної Премії PinchukArtCentre 2009.
6 лютого 2012 року розпочато другий конкурс на отримання Премії Future Generation Art Prize. Онлайн-заявки від молодих художників з усього світу приймаються з 6 лютого по 6 травня 2012 року на офіційному сайті Премії: futuregenerationartprize.org.
10 грудня 2010 року на церемонії нагородження були оголошені імена переможців Премії, ними стали бразильська художниця Сінтія Марчелле (Головна премія) та митець з Румунії Мірче Ніколае (Спеціальна премія).

## Скандал зі звільненням медіаторів
У жовтні 2019 року медіатори, що працювали в PinchukArtCentre, об'єдналися у профспілку. Причиною цього вони називали порушення трудового законодавства, зокрема відсутність лікарняних та оплачуваних відпусток. 25 грудня 2019 року члени профспілки провели акцію під стінами PinchukArtCentre, завдяки якій вдалося вручити керівництву центру офіційний лист про початок переговорів щодо укладення колективного договору. Втім, після акції усім медіаторам не продовжили строковий контракт, а 9 лютого 2020 року керівництво PinchukArtCentre заявило, що скасовує посаду медіаторів. Це рішення викликало значний резонанс у ЗМІ, після чого керівництво центру заявило, що звільнення медіаторів не пов'язане зі створенням профспілки. На знак солідарності з колишніми медіаторами художник Павло Гражданський та художниця Валентина Петрова відмовилися від номінації на Премію PinchukArtCentre 2020, про підтримку медіаторів заявили також інші художники. 16 лютого під час публічної дискусії в рамках виставки номінантів PinchukArtCentre Prize учасниця дискусії антрополог Надія Чушак виступила на підтримку профспілки, зачитавши звернення від організації. Комітет Верховної Ради України з питань соціальної політики та захисту прав ветеранів використав звільнення медіаторів як прецедент при обговоренні питання розширення сфери використання строкових трудових договорів.

## Виставки
За час своєї роботи PinchukArtCentre представив такі масштабні проєкти:
- «Новий простір», групову виставку провідних світових та українських художників;
- «GENERATIONS.UsA», спільну виставку молодих українських та американських митців;
- «Вік Муніс: Експертиза», персональну виставку бразильського художника Віка Муніса;
- «Око підсвідомості», виставку фотографій 24 сучасних фотографів із колекції Елтона Джона;
- «REFLECTION», виставку провідних митців сучасності, серед яких Демієн Герст, Джеф Кунс, Такаші Муракамі, Ентоні Гормлі, Сергій Братков, Олег Кулик та інші;
- «Oneness», персональну виставку японської художниці Маріко Морі;
- «Пол МакКартні. Живопис», виставку полотен сера Пола Маккартні;
- «Рейн на Дніпрі: колекція Джулії Стошек / Андреаса Гурскі», виставку відеоарту та фотографій;
- Виставку британської художниці Сем Тейлор-Вуд та «21 РОСІЯ» — групову виставку сучасних російських художників;
- «РЕКВІЄМ», найбільшу ретроспективу британського митця Демієна Герста;
- Виставку 20 номінантів на отримання Премії PinchukArtCentre та групову виставку робіт українських художників старшого покоління «Рудий ліс»;
- Дві паралельні персональні виставки — індійця Субодха Гупти «Віра має значення» та Сергія Браткова «Україна»;
- Міжнародну групову виставку «Сексуальність і Трансцендентність»;
- Персональну виставку Такаші Муракамі;
- Виставку 21 номінанта міжнародної премії Future Generation Art Prize;
- Персональну виставку південноафриканської художниці Кендіс Брайтц «ТИ+Я»;
- Персональну виставку мексиканського художника Даміана Ортеги «Інструментальний біт»;
- Проєкт «Collection Platform 1: Циркуляція»;
- «Твоє емоційне майбутнє», персональну виставку Олафура Еліассона;
- Персональну виставку бразильської художниці Синтії Марселле, володарки Головної премії Future Generation Art Prize 2010;
- Виставку 20- номінантів Премії PinchukArtCentre 2011;
- «Якщо в крані немає води» — персональну виставку українського художника Олександра Ройтбурда в рамках простору РАС-UA;
- Виставку Іллі Чичкана та Psyfox «Задній прохід до музею» — проєкт в рамках простору РАС-UA.

Окрім масштабних проєктів, артцентр проводить короткострокові виставки в рамках художнього простору PAC-UA, що призначений для демонстрації виключно нових робіт українських художників. Усі виставки в рамках проєкту PAC-UA проходять у спеціальному просторі на 5-му поверсі артцентру.

## Керівництво[3]
- Арт-директор: Бйорн Гельдхоф[16]
- Виконавчий директор: Дмитро Логвін
- Керівниця Дослідницької платформи: Ксенія Малих
- Керівниця публічних програм: Ольга Шишлова
- Керівниця проєктів: Оксана Підварко